# Autochloris simplex
Autochloris simplex är en fjärilsart som beskrevs av Walker 1856. Autochloris simplex ingår i släktet Autochloris och familjen björnspinnare. Inga underarter finns listade i Catalogue of Life.